# Carlos Alfonso Lajud
Carlos Alfonso Lajud Martínez (Barranquilla, 1986) es un periodista deportivo colombiano con trayectoria en medios de comunicación, especialmente en el cubrimiento de fútbol y tenis.

## Trayectoria
Carlos Lajud es egresado de Comunicación Social y Periodismo de la Corporación Universitaria Minuto de Dios (Uniminuto). En su trayectoria profesional debutó en el Noticiero CM& en 2004. Entre 2011 y 2017 hizo parte de Noticias RCN. Fue jefe de prensa de Producciones Grand Slam, empresa  de tenis en Colombia. Ocasionalmente ha sido comentarista de tenis en Win Sports, especialmente en los partidos del Equipo de Copa Davis de Colombia. 
Se desempeñó como director de comunicaciones de la División Mayor del Fútbol Colombiano (Dimayor), cargo que ejerció entre desde 2017 y 2022. Durante ese periodo recibió críticas por parte de otros periodistas deportivos, particularmente los agremiados en Acord Colombia y de medios independientes, las cuales continuaron en la red social Twitter con el inminente anuncio de asumir como jefe de prensa de la Federación Colombiana de Fútbol en agosto de 2022.
En septiembre de 2022 fue señalado de censura, acoso y maltrato a través de una investigación realizada por el medio independiente Vorágine. La denuncia que incluye el testimonio de 14 periodistas, entre ellos Alejandro Pino Calad, fue replicada por algunos medios nacionales y tuvo como consecuencia renunciara de su cargo en Dimayor y no asumiera como jefe de prensa de la Selección Colombia, sin que existiera un pronunciamiento oficial de las entidades. Cabe señalar que Lajud no se ha pronunciado públicamente al respecto.
El 10 de octubre de 2022 se confirmó su nuevo cargo como gerente de comunicaciones de la Federación Colombiana de Fútbol en un evento conjunto con el Ministerio del Deporte,lo cual generó más críticas de la prensa deportiva, incluyendo al comentarista Carlos Antonio Vélez.
En noviembre de 2023 se registró una pelea entre los delegados de prensa de la selección de Brasil y Colombia en el Estadio Metropolitano de Barranquilla, después del triunfo colombiano por 2-1, lo cual habría sido el detonante de la destitución de Lajud de su cargo en la Federación Colombiana de Fútbol. Sin embargo, Lajud se encargó de desmentir esa versión a través de un comunicado de despedida.

## Vida personal
Carlos Alfonso Lajud Martínez es hijo de Carlos Lajud Catalán, quien fue reconocido periodista deportivo, y posteriormente por sus denuncias y críticas a la política colombiana, particularmente al alcalde de Barranquilla Bernardo Hoyos, fue asesinado en 1993, crimen que quedó en la impunidad.
Lajud sostuvo una relación sentimental hasta 2015 con la periodista deportiva Sheyla García.